# آمار (تنگستان)
آمار (عمار)، روستایی است از توابع بخش مرکزی شهرستان تنگستان استان بوشهر ایران.
امامزاده زین الشهداء در دامنه کوه بیرمی و کنار نخلستان سرسبز، وجود چشمه سارها مخصوصاً چشمه آبگرم تمام فصل قوچارک در شرق این روستا از جاذبه‌های گردشگری - زیارتی آن است.

## جمعیت
این روستا در دهستان اهرم قرار دارد و بر اساس سرشماری رسمی ایران در سال ۱۳۹۵ آمار جمعیت آن ۹۶ نفر است. بر همین اساس در سال ۱۳۸۵ آمار جمعیت آن ۱۰۱نفر (۲۴خانوار) بوده است.